# Ювілейне (селище)
Ювілейне — селище в Україні, центр Ювілейної сільської громади Херсонського району Херсонської області. Населення становить 1558 осіб.

## Населення
Згідно з переписом УРСР 1989 року чисельність наявного населення селища становила 1514 осіб, з яких 743 чоловіки та 771 жінка.
За переписом населення України 2001 року в селищі мешкало 1558 осіб.
Мати-героїня:
1. Богданова Марія.
2. Довганич Людмила

### Мова
Розподіл населення за рідною мовою за даними перепису 2001 року:
| Мова            | Кількість | Відсоток |
| --------------- | --------- | -------- |
| українська      | 1443      | 92.62%   |
| російська       | 90        | 5.78%    |
| румунська       | 4         | 0.26%    |
| болгарська      | 3         | 0.19%    |
| білоруська      | 1         | 0.06%    |
| інші/не вказали | 17        | 1.09%    |
| Усього          | 1558      | 100%     |

## Історія
У 20 столітті населений пункт мав назву Скадовка в честь Скадовського.
6 мешканців села загинуло від Голодомору 1932-1933 років.

### Російське вторгнення в Україну (з 2022)
Селище перебуває під російською окупацією від початку російського вторгнення в Україну 24 лютого 2022 року. 
Ввечері, 17 березня 2023, в селищі вибухнув автомобіль з працівником окупаційної поліції Сергієм Москаленком, ймовірно, причетного до катування цивільних людей у Новій Каховці, внаслідок вибуху колаборанта ліквідовано. 
28 листопада 2023 року, українські військові за допомогою системи HIMARS уразили будівлю місцевої окупаційної поліції, як наслідок, вбили ще щонайменше 5 працівників окупаційної влади та 18 поранили.